# Chrysobothris ludificata
Chrysobothris ludificata es una especie de escarabajo del género Chrysobothris, familia Buprestidae. Fue descrita científicamente por Horn en 1886.